# Людмила
Людмила е славянско женско име. То произлиза от славянските думи люде - хора и мила - мила и означава буквално мила на хората. Името се разпространява след канонизирането на Света Людмила, родом от Бохемия, през 10 век. Името е изключително разпространено в Русия, Беларус, Украйна, Молдова и други бивши съветски републики. След 9 септември 1944 името намира популярност и в страните от Източна Европа, като това е особено характерно и за Народна република България. Дори дъщерята на партийния лидер Тодор Живков носи името - Людмила Живкова.

## В изкуството
Едно от най-известните произведения на руската култура – поемата на Александър Пушкин, е озаглавена Руслан и Людмила, а по-късно операта на Михаил Глинка носи същото име - Руслан и Людмила.